# Hôtel Joly de Bammeville
L'hôtel Joly de Bammeville est un ancien hôtel particulier situé à Saint-Quentin, en France. Il accueille la bibliothèque municipale - Médiathèque Guy-de-Maupassant.

## Localisation
L'hôtel est situé sur la commune de Saint-Quentin, dans le département de l'Aisne, 9 rue des Canonniers.

## Historique
Le monument est classé au titre des monuments historiques en 1930.